# Смерть пополудні (коктейль)
Смерть пополудні, також відомий як Гемінґвей або Шампанське Гемінґвея, — це коктейль на основі абсенту та шампанського, створений Ернестом Гемінґвеєм. Коктейль має таку ж назву, як і його книга Смерть пополудні, а рецепт було опубліковано у збірці коктейлів Червоний ніс, або Подих пополудні (англ. So Red the Nose, or Breath in the Afternoon), куди увійшли доробки відомих авторів. Початково інструкція Гемінґвея виглядала так:
«Налий один джиґер абсенту у келих для шампанського. Додай охолоджене шампанське, аж поки воно не набуде опалової молочності. Повільно випий три-п'ять таких.»
Стверджують, що Гемінґвей вигадав коктейль після того, як побував на Лівому березі в Парижі, де насолоджувався абсентом. В друкованому оригіналі рецепту напою йшлося, що його вигадали «автор та троє офіцерів судна HMS Danae після проведення семи годин за бортом, намагаючись дістати біля берега риболовне судно». Смерть пополудні відомий своїм декадансом та високою міцністю.
Існують різні альтернативні методи приготування Смерті пополудні. Абсент можна додати у склянку після шампанського, оскільки певні марки абсенту не тонутимуть в ньому деякий час. Інші варіанти виникли внаслідок складнощів у придбанні абсенту через його нелегальність; альтернативою можуть слугувати аналоги абсенту, міцний пастис на кшталт лікеру Pernod. Коктейлі, зроблені на основі замінників абсенту, часом мають інші назви.
Коктейль має молочний вигляд через спонтанну емульсифікацію абсенту (чи замінника) та набуває ігристості від шампанського. Однак, після першого ковтка він суттєво втрачає в ігристості. Гарольд МакҐі, дописувач Нью-Йорк Таймс, сказав, що коктейль видається «марною тратою шипучості» (хоча й підмінив абсент лікером Pernod Ricard).